# Dyscia albescens
Dyscia albescens là một loài bướm đêm trong họ Geometridae.